# Grand Prix d'été de saut à ski 2010
Navigation
Édition précédente Édition suivante
L'édition 2010 du Grand Prix d'été de saut à ski se déroule du 7 août au 3 octobre 2010.

## Classement général
| Place | Nom                | Pays      | Points |
| ----- | ------------------ | --------- | ------ |
| 1     | Daiki Itō          | Japon     | 530    |
| 2     | Kamil Stoch        | Pologne   | 500    |
| 3     | Adam Małysz        | Pologne   | 480    |
| 4     | Thomas Morgenstern | Autriche  | 383    |
| 5     | Dawid Kubacki      | Pologne   | 348    |
| 6     | Tom Hilde          | Norvège   | 284    |
| 7     | Severin Freund     | Allemagne | 230    |
| 8     | Kalle Keituri      | Finlande  | 182    |
| 9     | David Zauner       | Autriche  | 176    |
| 10    | Pavel Kareline     | Russie    | 168    |

## Calendrier
| Date             | Lieu         | Vainqueur                                                             | Deuxième                                                                          | Troisième                                                                      |
| 7 août 2010      | Hinterzarten | Pologne - Maciej Kot - Krzysztof Miętus - Dawid Kubacki - Adam Małysz | Norvège - Bjørn Einar Romøren - Johan Remen Evensen - Anders Jacobsen - Tom Hilde | Allemagne - Michael Neumayer - Andreas Wank - Severin Freund - Michael Uhrmann |
| 8 août 2010      | Hinterzarten | Adam Małysz                                                           | Thomas Morgenstern                                                                | Kalle Keituri                                                                  |
| 13 août 2010     | Courchevel   | Daiki Itō                                                             | Thomas Morgenstern David Zauner                                                   |                                                                                |
| 15 août 2010     | Einsiedeln   | Daiki Itō                                                             | Adam Małysz                                                                       | Maciej Kot                                                                     |
| 20 août 2010     | Wisła        | Adam Małysz                                                           | Kamil Stoch                                                                       | Daiki Itō                                                                      |
| 21 août 2010     | Wisła        | Kamil Stoch                                                           | Daiki Itō                                                                         | Tom Hilde                                                                      |
| 28 août 2010     | Hakuba       | Daiki Itō                                                             | Dawid Kubacki                                                                     | Kamil Stoch                                                                    |
| 29 août 2010     | Hakuba       | Kamil Stoch                                                           | Dawid Kubacki                                                                     | Fumihisa Yumoto                                                                |
| 1er octobre 2010 | Liberec      | Adam Małysz                                                           | Tom Hilde                                                                         | Kamil Stoch                                                                    |
| 3 octobre 2010   | Klingenthal  | Kamil Stoch                                                           | Thomas Morgenstern                                                                | Gregor Schlierenzauer                                                          |